# 新潟第二師範学校
新潟第二師範学校 （にいがただいにしはんがっこう） は第二次世界大戦中の1943年 （昭和18年） に、新潟県に設置された師範学校である。
本項は、前身の新潟県高田師範学校などを含めて記述する。

## 概要
- 1899年 （明治32年） に新潟県第二師範学校として創設された。
- 1901年に新潟県高田師範学校と改称されたのち、1943年に官立移管により新潟第二師範学校となった （当初は男子部のみ設置）。
- 第二次世界大戦後の学制改革で新制新潟大学高田分校 （1951年から教育学部高田分校） となった。
- 新潟大学教育学部高田分校は1982年4月で廃止されたが、代わりに上越教育大学が設置され （1978年10月開学、1981年4月授業開始）、附属校は上越教育大学の附属校となった。

## 沿革

### 新潟県立期

#### 新潟県第二師範学校、新潟県高田師範学校
1897年公布の師範教育令 （明治30年勅令第346号） により、各府県に複数の師範学校が設置可能となったため、すでに大規模校となった新潟県師範学校を抱えていた新潟県は、男子師範学校の増設・女子師範学校の設置 （女子部の分離独立） を決定した。最終的に、第二師範学校の設置先は高田、女子師範学校は長岡に決定した。
- 1899年
  - 1月13日： 新潟県第二師範学校設置。
  - 4月8日： 新潟県第二師範学校、開校[2] （男子のみ、本科4年制）。
  - 初代校長： 阿多広介。なお、開校当初は本誓寺に仮校舎を置いていた[2]。
  - 第二師範の開校に伴い、新潟市の新潟県師範学校は新潟県第一師範学校と改称した。
  - 同年中に中頸城郡高城村地内 （現・上越市西城町1丁目）に取得した用地（東西150間、南北100間、面積13,351坪）にて校舎建設着工[3]。
- 1901年
  - 4月1日： 新潟県高田師範学校と改称。附属小学校設立[4]。
  - 同年中：仮校舎から一部完成の新校舎に移転[3]。
- 1902年
  - 6月16日：校舎完成に伴う落成式を挙行[3]。
  - 同年中： 附属小学校を設置[5]。
- 1907年4月： 師範学校規程公布[3]により本科第一部・本科第二部を設置。
  - 本科第一部： 修業年限4年、入学資格は3年制高等小学校卒業者。
  - 本科第二部： 修業年限1年、入学資格は中学校卒業者。
- 1925年4月： 本科第一部を5年制に変更 （入学資格を2年制高等小学校卒業者に変更）。
- 1926年4月： 専攻科を設置 （1年制）。
- 1931年4月： 本科第二部を2年制に延長。
- 1934年9月： 新潟県国民精神文化講習所の研究室を校内に設置。
- 1935年7月11日： 火災で校舎全焼[6]。
- 1938年9月28日： 新校舎落成 （鉄筋コンクリート造）[6]。

### 官立期

#### 新潟第二師範学校
- 1943年4月1日： 新潟県高田師範学校を国に移管し、官立新潟第二師範学校設置 （男子部のみ）[7]。
  - 本科 （3年制。中等学校卒対象）・予科 （3年制。高等小学校卒対象） を設置。
- 1947年
  - 4月26日： 隣接の陸軍師団跡地に女子部を設置し、男女共学となる[8]。
  - 4月28日：附属中学校 （新制） を開設[8] （現・上越教育大学附属中学校）。
- 1949年5月31日： 新制新潟大学発足。
  - 新潟第二師範学校は新潟第一師範学校・新潟青年師範学校と共に教育学部の母体として包括された。
  - 旧第二師範校地には新潟大学高田分校 （1982年4月廃止） が設置された（同年7月18日に開学式を挙行[9]）。
- 1951年3月： 新潟大学新潟第二師範学校 （旧制）、廃止。

## 歴代校長
新潟県高田師範学校
- 阿多広介：1899年2月20日 - 1902年2月13日
- 武井悌四郎：1902年3月14日 - 1904年12月6日
- 太田秀穂：1905年1月10日 - 1911年5月5日
- 小柳三郎：1911年5月5日 - 1913年6月7日死去
- 中村豊吉：1913年6月20日 - 1917年7月6日
- 佐々木金久：1917年7月6日 -

新潟第二師範学校
- 熊谷美登利:1943年4月1日[10]　-
- 井上宮久:不明 - 1945年7月25日[11]
- 内山良男:1945年7月25日[11] -
- （事務取扱）岩崎修一：1947年4月23日[12] -

## 校地の変遷と継承
前身の新潟県高田師範学校から引き継いだ高田市西城町 （現・上越市西城町1丁目） の校地を使用した。同校地は後身の新制新潟大学高田分校 （1951年4月から新潟大学教育学部高田分校） に引き継がれた。高田分校は新潟市の五十嵐キャンパスに統合されることになり、1978年に上越教育大学が高田分校内で発足した。附属高田小学校・附属高田中学校は1981年から上越教育大学に移管され、高田分校は1982年4月に廃校となった。
現在、上越市西城町の旧校地には上越教育大学附属小学校、隣接の高田城本丸には同附属中学校が存在する。

## 著名な出身者
- 寒川道夫（教育者、児童文学作家）